# Къде е батко?
„Къде е батко?“ е български ситком на продуцентска къща „7/8“ (Seven Eight Productions). Премиерата му е на 5 януари 2009 г. по БТВ.

## Продукция
Образът на Станислав Христов Христосков е известен много преди да се зароди идеята на сериала. Майсторски изигран от Краси Радков, образът бързо набира популярност и става емблеметичен за Шоуто на Слави. Сценаристите на проекта, Ивайло Вълчев, Иво Сиромахов и Драгомир Петров решават да се занимаят по-специално с любимия на публиката Станиславчо и да го сложат в едно общество, да създадат негов свят. „Решихме да си представим какво би се случило с този човек (Христосков), ако той има семейство, поддържа някакви отношения“ – обясняват сценаристите за идеята на ситкома.

## Сюжет
Внимание:  Текстът по-долу разкрива сюжета на произведението (или части от него)!
Любимецът на българския зрител – Станислав Христов Христосков (Краси Радков) – отново е тук и е по-забавен от всякога, защото е с близките си, а всички заедно могат да забъркат най-голямата каша, позната на света.
Батко Христомил (Слави Трифонов) е заминал за САЩ и спечелените там пари е инвестирал в скромен селски хотел, който поддържат чичо Дончо (Николай Урумов) и леля Цеца (Нона Йотова). Освен Станислав им помагат още ромът – интелектуалец бате Гойко (Виктор Калев) и чаровната Буби (Емануела), която е влюбена в Станислав, но има вземане-даване с чичо Дончо. От друга страна леля Цеца също има афера, и то с кмета на селото Петьо Маринкин (Мариан Бачев). В хотела отсядат най-различни хора, които остават удивени от персоните, с които си имат работа, но както се пее в заглавната песен на филма: „В този хотел животът е друг и вие ще сте други, щом влезете тук!“

## Герои
- Станислав Христов Христосков (Краси Радков) – главният герой на сериала, племенник на Дончо и Цеца, брат на Христомил. Недъгав, недодялан, бавноразвиващ се, но често с по-трезвен ум от останалите герои. Конкретно сериалът проследява по-специално семейните му взаимоотношения, особено тези между него и батко му Христомил, когото той боготвори и мечтае да отиде в САЩ при него. По-късно в сериала са оказва, че семейството има родствена връзка с Леонардо да Винчи, който се пада далечен прадядо на Станислав.

- Чичо Дончо (Николай Урумов) – чичо на Станислав и Христомил, съпруг на Цеца, заедно ръководят хотела. Пестелив, стреми се да извади пари от всяка ситуация. Компетентен по всеки въпрос, твърди, че е бил на специализация в Япония и Молдова. Има афера с Бубето. Гледа прасета, заложил е две свини-майки. Има проблеми с кръста, страда от ревматизъм.

- Леля Цеца (Нона Йотова) – леля на Станислав и Христомил, съпруга на Дончо. Това за нея е втори брак, предишният и мъж се е казвал Радко. Държи на изрядността в хотела и винаги се стреми да пази реда. Има афера с кмета Петьо. Не се разбира много добре с Бубето.

- Бате Гойко (Виктор Калев) – колкото типичен, толкова и нетипичен ром – от една страна се къпе от Банго Васил на Банго Васил, върти кючеци и се хвали, че откраднал кокошките на съседите и въдица от магазина, от друга страна си пада по Дженифър Лопес и има богат речник, въпреки че не използва думите с правилното им значение. Истински кумир за Станислав. Не може да понася картината на дедко Леонардо, както го нарича Станислав. Работата му сценаристите определят като „младши мениджър по настаняването“.

- Буби (Емануела) – камериерка и рецепционистка в хотела, харесва Станислав и иска да се омъжи за него, но има афера с чичо Дончо. Мечтата и е да стане фолкпевица, въпреки че пее фалшиво. Въпреки че е преспала с кого ли не, е скрита романтичка и иска да се види в бяло със Станислав до нея.

- Петьо Маринкин (Мариан Бачев) – кмета на селото, всезнайко, с чичо Дончо се надпреварват кой е по-компетентен по някой въпрос, въпреки че и двамата нямат понятие за какво говорят. Имал е афера не само с леля Цеца, а и с други жени от селото, например с жената на даскала.

- Христомил Христов Христосков (Слави Трифонов) – баткото на Станислав, племенник на чичо Дончо и леля Цеца. Работи в САЩ и с парите строи хотел в родното си село, който семейството му управлява. От време на време праща писма и сувенири на брат си Станислав. Въпреки че не се появява в сериала, героят е често назоваван и има ключово значение за развитието на сюжета.

## Епизоди
1.	„Наводнението“ – в хотела пристига японският инвеситор Такана, който иска да строи голф игрище в селото. Вечерта се излива проливен дъжд, таванът на хотела прокапва и всичко се наводнява. Пороят отнася и дрехите на инвеститора и донася хондураски сом в тоалетната чиния. Кметът иска да обявят сома за „новия Лох Нес“ и да превърне тоалетната в забележителност на селото, но леля Цеца категорично възразява. Бате Гойко и Станислав решават да хванат сома. Бубето има среща с продуцент, но не успява да осъществи мечтата си, защото продуцентът харесва само песента, която Станислав е написал.
2.	„Обирът“ – В хотела се организира сватба. Станислав получава колет от батко си Христомил, който му праща тениска с американския флаг и картината на Леонардо да Винчи – „Мона Лиза“. Оказва са, че семейството има родствена връзка с известния художник. Тъй като са се опитали да откраднат картината в САЩ, баткото я праща на Станислав със заръката да я пази като очите си. Съмнителна двойка са настанява в хотела. Бате Гойко не може да търпи картината и вечерта я сменя с портрет на Дженифър Лопес. На сутринта обаче стената е гола. Хващат съмнителната двойка, но напразно. Оказва са, че младоженците са известна банда, която се занимава с трафик на картини, а двойката в черно просто е дошла на погребение. В края на краищата се стига до консенсус и двата портрета се закачат на стената един до друг.
3.	„Гадателката“ – Станислав, бате Гойко и чичо Дончо оправят стария Москвич, но на Дончо му се сецва кръста, а бате Гойко остава заклещен под него. В хотела пристига гадателката Тъмносвета от известна кабеларка и обещава, че в полунощ ще надникне в бъдещето на всички и ще каже някои тайни. Всички в хотела (освен Станислав, естествено) са уплашени, Дончо и Бубето – че може да разкрие аферата им, Цеца и Петьо – също, затова решават да я убият, но напразно. Бубето моли гадателката да и направи магия за любов, за да се влюби Станислав в нея.